# Mikitki
Mikitki (biał. Мікіткі; ros. Микитки) – wieś na Białorusi, w obwodzie mińskim, w rejonie miadzielskim, w sielsowiecie Miadzioł.

## Historia
W czasach zaborów wieś w granicach Imperium Rosyjskiego.
W dwudziestoleciu międzywojennym wieś leżała w Polsce, w województwie wileńskim, w powiecie duniłowickim (od 1926 postawskim), w gminie Mańkowicze (od 1927 gmina Hruzdowo) a następnie w gminie Kobylnik.
Według Powszechnego Spisu Ludności z 1921 roku zamieszkiwało tu 37 osób, 28 było wyznania rzymskokatolickiego, a 9 prawosławnego. Jednocześnie 33 mieszkańców zadeklarowało polską, a 4 białoruską przynależność narodową. Było tu 8 budynków mieszkalnych. W 1931 w 22 domach zamieszkiwały 94 osoby.
Miejscowość należała do parafii rzymskokatolickiej w m. Miadzioł prawosławnej w Mańkowiczach. Podlegała pod Sąd Grodzki w Postawach i Okręgowy w Wilnie; właściwy urząd pocztowy mieścił się w Mańkowicze.
W 1938 roku miejscowość należała do gromady Stawiszowo gminy Kobylnik.
Po agresji ZSRR na Polskę w 1939 roku wieś znalazła się w granicach BSRR. W latach 1941–1944 była pod okupacją niemiecką. Następnie leżała w BSRR. Od 1991 roku w Republice Białorusi.